# Cephaloscyllium parvum
Cephaloscyllium parvum és una espècie de peix de la família dels esciliorrínids i de l'ordre dels carcariniformes.

## Hàbitat
És un peix marí de clima tropical.

## Distribució geogràfica
Es troba al Mar de la Xina Meridional.